# Armin Only – Mirage
Armin Only – Mirage – piąty album DVD holenderskiego DJ-a i producenta
muzycznego Armina van Buurena. Na płycie znajduje się zapis części 9 godzinnego
setu otwierającego trasę koncertową promującą czwarty album studyjny van Buurena "Mirage".Wraz z
Arminem 13 listopada w Utrechcie wystąpili Bagga Bownz, Benno de Goeij, Susana,Ana Criado,Christian
Burns, Nadia Ali. Na płytach Blu-Ray i DVD jest zawarty taki sam materiał.Oprócz koncertu zawarte na
płytach też są dokument oraz teledysk do nagranego wraz z Christianem Burnsem "This Light Between Us". W lipcu 2012 van Buuren umieścił ten film w serwisie YouTube.

## Lista utworów Pochodząca z płyty DVD i BLURAY
1. Armin van Buuren feat. Ana Criado – Down To Love (wykonane przez Anę Criado na żywo)
2. Armin van Buuren – I Don’t Own You
3. Armin van Buuren – Desiderium 207 (wykonane przez Susanę na żywo)
4. Armin van Buuren – Mirage (wykonane przez Susanę,Bagga Bownz,Benno de Goeija i orkiestrę na żywo,oficjalne otwarcie koncertu)
5. W&W – Alpha
6. Armin van Buuren feat. Christian Burns – This Light Between Us (wykonane przez Christiana Burnsa na żywo)
7. Armin van Buuren – Full Focus (wykonane przez Benno de Goeija na żywo)
8. Orjan Nilsen – Go Fast!
9. Gaia – Aisha
10. Armin van Buuren – Orbion (wykonane przez Susanę na żywo)
11. Gaia – Tuvan
12. Armin van Buuren Vs Sophie Ellis-Bextor – Not Giving Up On Love (Dash Berlin 4AM Mix)
13. Dave202 Vs Cerf, Mitiska & Jaren – Arrival Vs Beggin’ You (Acapella) (Armin van Buuren Mashup)
14. W&W – AK-47
15. Armin van Buuren feat. Nadia Ali – Feels So Good (wykonane przez Nadię Ali na żywo)
16. Nadia Ali – Rapture (Tristan Garner Mix) (wykonane przez Nadię Ali na żywo)
17. Armin van Buuren feat. BT – These Silent Hearts
18. Armin van Buuren – Coming Home (wykonane przez Ellera van Buurena i Benno de Goeija na żywo)
19. Solarstone – Touchstone (Aly & Fila Remix)
20. Armin van Buuren feat. VanVelzen – Broken Tonight (wykonane na żywo przez Roela van Velzena)
21. Faithless – Not Going Home (Armin van Buuren Remix)
22. Armin van Buuren feat. Jaren – Unforgivable (Stoneface & Terminal Mix)
23. Armin van Buuren feat. Cathy Burton – Rain (Cosmic Gate Remix)
24. Armin van Buuren feat. Jan Vayne – Serenity
25. Laura Jansen – Use Somebody (Armin van Buuren Rework)
26. DJ's United – Remember Love
27. Armin van Buuren vs Ferry Corsten – Minack
28. John O'Callaghan Presents Mannix – Pyramid (wykonane przez Koena Herfsta na żywo)
29. Rank 1 – L.E.D. There Be Light (wykonane przez Benno de Goeija na żywo)
30. The Thrillseekers – Synaesthesia (wykonane przez Benno de Goeija na żywo)
31. Binary Finary – 1998 (wykonane przez Benno de Goeija na żywo)
32. Armin van Buuren feat. Justine Suissa – Burned With Desire (wykonane przez Bagga Bownz,Benno de Goeija,Anę Criado,Christiana Burnsa,Nadię Ali,Susanę i Cathy Burton na żywo)

## Materiały dodatkowe
1. Dokument
2. Armin van Buuren feat. Christian Burns – This Light Between Us (teledysk)